# Нові Пічури
Нові Пічу́ри (рос. Новые Пичуры) — село складі Наровчатського району Пензенської області, Росія.
Населення — 580 осіб (2010; 623 у 2002).
Національний склад станом на 2002 рік:
- мордва — 92 %